# 奥村晴彦
奥村 晴彦（おくむら はるひこ、1951年（昭和26年）8月19日 - ）は、日本の工学者（計算機科学）。学位は博士（学術）（総合研究大学院大学・1999年）。三重大学教育学部教授・高等教育創造開発センター教授・総合情報処理センター教授を経て、現在、三重大学名誉教授・特任教授。
松阪大学政治経済学部教授、松阪大学政策学部教授、核融合科学研究所客員教授、三重大学学長補佐（情報担当）などを歴任した。

## 概要
計算機科学者である。学生時代から『月刊マイコン』などに投稿するなど、若いころから既に知られた存在であった。高等学校の数学教師を経て、松阪大学政治経済学部教授、松阪大学政策学部教授、三重大学教育学部教授、三重大学学長補佐（情報担当）などを歴任した。日本におけるTeXの第一人者であり、その普及に尽力している。また、圧縮アルゴリズム「LZARI法」を開発したことで知られている。このアルゴリズムを基に吉崎栄泰が「LHA」を開発、この圧縮形式は世界中に普及している。近年では、Excel方眼紙などの問題点について論じた「ネ申Excel問題」でも知られている。

## 来歴

### 生い立ち
1951年生まれ、京都市育ち。1975年、名古屋大学理学部物理学科卒業。1978年、名古屋大学大学院理学研究科博士前期課程修了。後年、総合研究大学院大学より博士（学術）の学位を取得している。1978年より神奈川県立高校教諭を務めた。

### 研究者として
1992年4月、松阪大学（後の三重中京大学）政治経済学部助教授となり、主に政治経済学科の講義を担当した。また、文部省の核融合科学研究所との共同研究に従事した。そのほか、三重県総合教育センターにて、データベース作成委員会会長やデータ審査委員会副会長を務めるとともに、三重県MIEマルチネットワーク懇話会の委員を務めた。1999年10月、松阪大学政治経済学部教授。2000年4月、改組に伴い、松阪大学政策学部教授となる。新エネルギー・産業技術総合開発機構からの再委託研究や、科学技術振興事業団からの委託研究に従事した。また、2000年度から2002年度まで、および、2003年度に核融合科学研究所にて共同研究員を兼任した。ただし、核融合科学研究所は、2001年より文部省から文部科学省に移管されている。そのほか、大学入試センターでは、教科科目第一委員会委員を務めた。
2004年4月、三重大学教育学部教授。並行して、2009年4月1日から2012年3月31日にかけて、三重大学大学院地域イノベーション学研究科教授を兼務した。2007年4月1日三重大学学長補佐（情報担当）に就任し、2015年3月31日まで務めるなど、学内の要職を歴任した。また、2005年4月1日、自然科学研究機構に移管された核融合科学研究所にて客員教授を兼任することになり、2007年3月31日まで務めた。そのほか、亀山市教育委員会にて中高連携推進事業検討委員を務めるとともに、三重県住民基本台帳カード活用計画策定委員会座長や三重県住民基本台帳カード活用方策研究会委員を務めた。
現在は、三重大学教育学部教授、三重大学高等教育創造開発センター教授、総合情報処理センター教授を兼務している。

## 研究・業績

### パソコン通信
学生時代より、黎明期にあったパーソナルコンピュータ（当時は、マイコンと呼ばれた）誌の論客として知られ、アルゴリズム関連の記事等を投稿していた。パーソナルコンピュータ誌に掲載されたパソコン通信サービスを活用して記事の投稿等ができないか？と考え、黎明期にあった PC-VAN に入会。その後、SIG（各社によって呼び名は異なる。Nifty ではフォーラム、AOL では room などと呼ばれる）と呼ばれる、各テーマ毎の掲示板システムが会員による管理制になったときから、以下のような活動を始める。
彼は NEC のパソコン通信サービス PC-VAN の SIG SCIENCE 主催者であった。SIG SCIENCE は1986年10月7日発足。以来、PC-VAN では2000年11月29日に閉鎖したあとも、彼の運営サイトに場を移し2004年3月まで掲示板として運営されていた。それ以降も別人の手で SIG SCIENCE は運営されている。

### LZARI法
LHA の基になるアルゴリズム LZARI 法 (LZSS + ARITHMETIC CODING) を開発し、PC-VAN 上で発表した。LHA 開発の経緯は彼の運営するサイトに「データ圧縮の昔話」として詳しい話が掲載されている（アルゴリズム開発においては、PC-VAN 上で知り合った、益山健、三木和彦との議論による。それを基にして開発したのが、吉崎栄泰の LHarc、その後改良が行われ、LHA となる）。

### TeX
日本での TeX の普及を図っている。彼が運営しているサイト TeX Wiki は、日本の TeX に関する情報が集結する、ほとんど唯一のサイトである（ポータルなリンク集もある）。同サイトの TeX Q & A（現在は閲覧のみ可）、QA: 一般フォーラムには、様々な Q & A が蓄積されており、結構な規模のデータベースとなっている。
彼は、キャラクタベースのパソコン操作に慣れていない Windows TeX ユーザ（となるはずの人々）のために、著書『LaTeX2ε 美文書作成入門』の改訂第4版までにおいて GUI なTeX統合環境として WinShell を紹介した。WinShell の普及を図っていると誤解されることがあるが、同書の改訂第5版以降、問題のあるとされる Winshell ではなく、W32TeX にも同梱されている TeXworks を紹介している。
彼の運営サイトは PukiWiki によるウィキ化が進められており、編集、コメントにより、最新の情報を容易に共有することができる（前述の TeX Q & A, QA: 一般フォーラム から FAQ などがフィードバックされることもある）。

### 業績に対する評価
プラズマ・核融合学会の電子化グループに参画しており、学会のソフトウェア構造設計、事務処理作業や英文電子ジャーナル編集作業のオンライン化に取り組んだ。こうした活動が「学会の基本的な機能の改善において果たした貢献は非常に大きなものがあり，貢献賞に値する」と評価され、2007年11月のプラズマ・核融合学会の年会にて、米田仁紀、富岡智、山本孝志とともにプラズマ・核融合学会貢献賞を受賞した。また、2011年の情報教育シンポジウムにて、東日本大震災における情報通信技術の利点や問題点を分析し「大震災で見えてきた情報教育の課題」と題して発表した。この研究発表は「高い教育効果が期待できるすばらしい内容であり、世の中への貢献度も高い」と評価され、情報処理学会より山下記念研究賞を受賞した。

## 人物

### オープン運動
多くのコンテンツを「クリエイティブ・コモンズ・ライセンス 表示」のライセンスの下で公開している。ただし、全てのコンテンツを一律「クリエイティブ・コモンズ・ライセンス 表示」で公開しているわけではなく、写真などは撮影対象に事前に確認した上で、適宜ライセンスを変えて公開している。たとえば、逓信総合博物館の写真については、同博物館に事前に意向を確認し「撮影は一部のものを除きOKとのこと。個人的にブログなどにアップするのはかまわないが、それ以上の使い方をする場合は問い合わせてくれとのこと」との説明を附し、それに応じたライセンスにて公開している。また、ウィキペディアンでもある。

## 略歴
- 1951年 - 京都府京都市にて誕生。
- 1975年 - 名古屋大学理学部卒業
- 1978年
  - 名古屋大学大学院理学研究科博士前期課程修了
  - 神奈川県立横須賀大津高等学校教諭
- 1989年 - 神奈川県立久里浜高等学校教諭
- 1992年 - 松阪大学政治経済学部助教授
- 1995年 - 三重県総合教育センターデータベース作成委員会会長
- 1996年 - 三重県総合教育センターデータ審査委員会副会長
- 1997年 - 三重県MIEマルチネットワーク懇話会委員
- 1999年 - 松阪大学政治経済学部教授
- 2000年
  - 松阪大学政策学部教授
  - 核融合科学研究所共同研究員
  - プラズマ・核融合学会電子化グループ委員
- 2001年 - 三重デジタルコミュニティズRing Server管理人
- 2003年
  - 大学入試センター教科科目第一委員会委員
  - 放送大学講師
  - 核融合科学研究所共同研究員
- 2004年
  - 三重大学教育学部教授
  - 亀山市教育委員会中高連携推進事業検討委員
- 2005年
  - プラズマ・核融合学会英文原著論文誌検討ワーキンググループ委員
  - プラズマ・核融合学会代議員
  - 核融合科学研究所客員教授
  - 情報処理学会コンピュータと教育研究会運営委員
- 2006年
  - 放送大学講師
  - 三重県住民基本台帳カード活用計画策定委員会座長
- 2007年
  - 三重大学学長補佐（情報担当）
  - 三重県住民基本台帳カード活用方策研究会委員
- 2009年 - 三重大学大学院地域イノベーション学研究科教授
- 2010年 - 情報処理学会教育学習支援情報システム研究会運営委員
- 2013年 - 情報処理学会コンピュータと教育研究会運営委員
- 2016年 - IEEEフェロー

## 賞歴
- 2007年 - プラズマ・核融合学会貢献賞
- 2011年 - 情報処理学会情報教育シンポジウムプレゼンテーション賞
- 2012年 - 情報処理学会山下記念研究賞
- 2013年 - 情報教育シンポジウムプレゼンテーション賞

## 著作

### 著書
- 『パソコンによるデータ解析入門：数理とプログラム実習』技術評論社 1986年9月 ISBN 978-4874088524
- 『コンピュータ・アルゴリズム事典』技術評論社 1987年10月（Pascal サンプルコード付）ISBN 978-4874089132
- 『C言語による最新アルゴリズム事典』技術評論社 1991年3月（上記のC版+項目増加版）ISBN 978-4874084144
- 『LaTeX 美文書作成入門』技術評論社 1991年12月 ISBN 978-4-87408-469-4
- 『LaTeX 入門――美文書作成のポイント』（監修・共著）技術評論社 1994年11月 ISBN 978-4774100913
- 『LaTeX2ε 美文書作成入門』技術評論社 1997年9月 ISBN 978-4774104812
- 『［改訂版］LaTeX2ε 美文書作成入門』技術評論社 2000年12月 ISBN 4-7741-1107-4
- 『Java によるアルゴリズム事典』技術評論社 2003年5月 ISBN 978-4774117294
- 『LHA と ZIP：圧縮アルゴリズム×プログラミング入門』 ソフトバンク 2003年12月 ISBN 978-4797324280
- 『［改訂第3版］LaTeX2ε 美文書作成入門』技術評論社 2004年2月 ISBN 4-7741-1940-7
- 『［改訂第4版］LaTeX2ε 美文書作成入門』技術評論社 2006年12月 ISBN 4-7741-2984-4
- 『［改訂第5版］LaTeX2ε 美文書作成入門』技術評論社 2010年7月 ISBN 978-4-7741-4319-4
- 『［改訂第6版］LaTeX2ε 美文書作成入門』技術評論社 2013年10月 ISBN 978-4-7741-6045-0 (黒木裕介との共著)
- 『Rで楽しむ統計 (Wonderful R 1)』共立出版 2016年9月 ISBN 978-4320112414
- 『［改訂第7版］LaTeX2ε 美文書作成入門』技術評論社 2017年1月 ISBN 978-4-7741-8705-1 (黒木裕介との共著)
- 『Rで楽しむベイズ統計入門[しくみから理解するベイズ推定の基礎] (Data Science Library) 』技術評論社 2018年1月 ISBN 978-4774195032
- 『［改訂第8版］LaTeX2ε 美文書作成入門』技術評論社 2020年11月 ISBN 978-4-2971-1712-2 (黒木裕介との共著)
- 『［改訂第9版］LaTeX美文書作成入門』技術評論社 2023年12月 ISBN 978-4-2971-3889-9 (黒木裕介との共著)

### 共同訳書
- 『数値計算のためのレシピ C言語』技術評論社（原文は、Numerical Recipes in C, The Cambridge University Press）ISBN 978-4874085608

## 関連人物
- 吉崎栄泰